# Tetradonia
Tetradonia (лат.) — род мирмекофильных жуков-стафилинид из подсемейства Aleocharinae. Встречаются в Северной и Центральной Америке. Около 35 видов.

## Описание
Мелкого размера коротконадкрылые жуки-стафилины, длина тела около 5 мм. Форма тела каплевидная, основная окраска коричневая. Ассоциированы вместе с кочевыми муравьями рода Eciton, такими как Eciton burchellii, Eciton hamatum. Это единственные членистоногие-симбионты муравьёв, которые регулярно охотятся на имаго своих хозяев, в основном на умирающих или раненых рабочих муравьёв.

## Систематика
Известно около 35 видов. Род был впервые выделен в 1894 году австрийским монахом и энтомологом Эрихом Васманном (E. Wasmann). Включён в состав трибы Lomechusini.
- Tetradonia anteopaca Pace, 2015[4]
- Tetradonia guyanensis Pace, 2015[4]
- Tetradonia laselvensis Maruyama & von Beeren, 2016[1]
- Tetradonia laticeps Jacobson & Kistner, 1998[2]
- Tetradonia lizonae von Beeren & Maruyama, 2016[1]
- Tetradonia marginalis Reichensperger, 1935
- Tetradonia megalops (Casey, 1906)
- Tetradonia minuta Jacobson & Kistner, 1998[2]
- Tetradonia newtoni Jacobson & Kistner, 1998[2]
- Tetradonia palenquensis Jacobson & Kistner, 1998[2]
- Tetradonia tikalensis Jacobson & Kistner, 1998[2]
- другие виды